# Kroženje zraka
Kroženje zraka je osnovni proces v ozračju, ki ga povzroča sonce. Sonce segreva zemeljsko površje, le to pa oddaja toploto v ozračje in ga s tem segreva. Ta proces posrednega ogrevanja ozračja preko površja imenujemo kondukcija. Na ta način ozračje pridobi 90% toplote in le 10% preko direktnega obsevanja.
Ko tla zrak segrejejo, se mu zmanjša gostota in posledično se začne dvigovati nad gostejši hladnejši zrak. S tem ko se zrak dviga, porabi za to energijo, katero jemlje iz svoje toplote in se s tem ohlaja ter zgošča. Pri spuščanju se zgrak ponovno segreva , ker jemlje toploto iz okolice. Proces vertikalnega mešanja zraka, ko hladnejši in s tem gostejši zrak izpodrine toplejšega imenujem tudi konvekcija. Kadar se zrak dviga in ohlaja se v njem povečuje relativni delež vlage, kajti toplejši zrak lahko vsrka več vlage. Kadar se zrak tako ohladi, da preide prag nasičenja z vlago in jo ne more več držati v sebi, jo izloči v obliki padavin. Ta proces imenujemo kondenzacija, celoten krožni proces pa adiabatno dviganje in spuščanje zraka. Kadar je zaradi oblike reliefa onemogočeno hladnemu zraku, da bi izpodrinil toplega, pride do temperaturne inverzije.